# Emigrazione

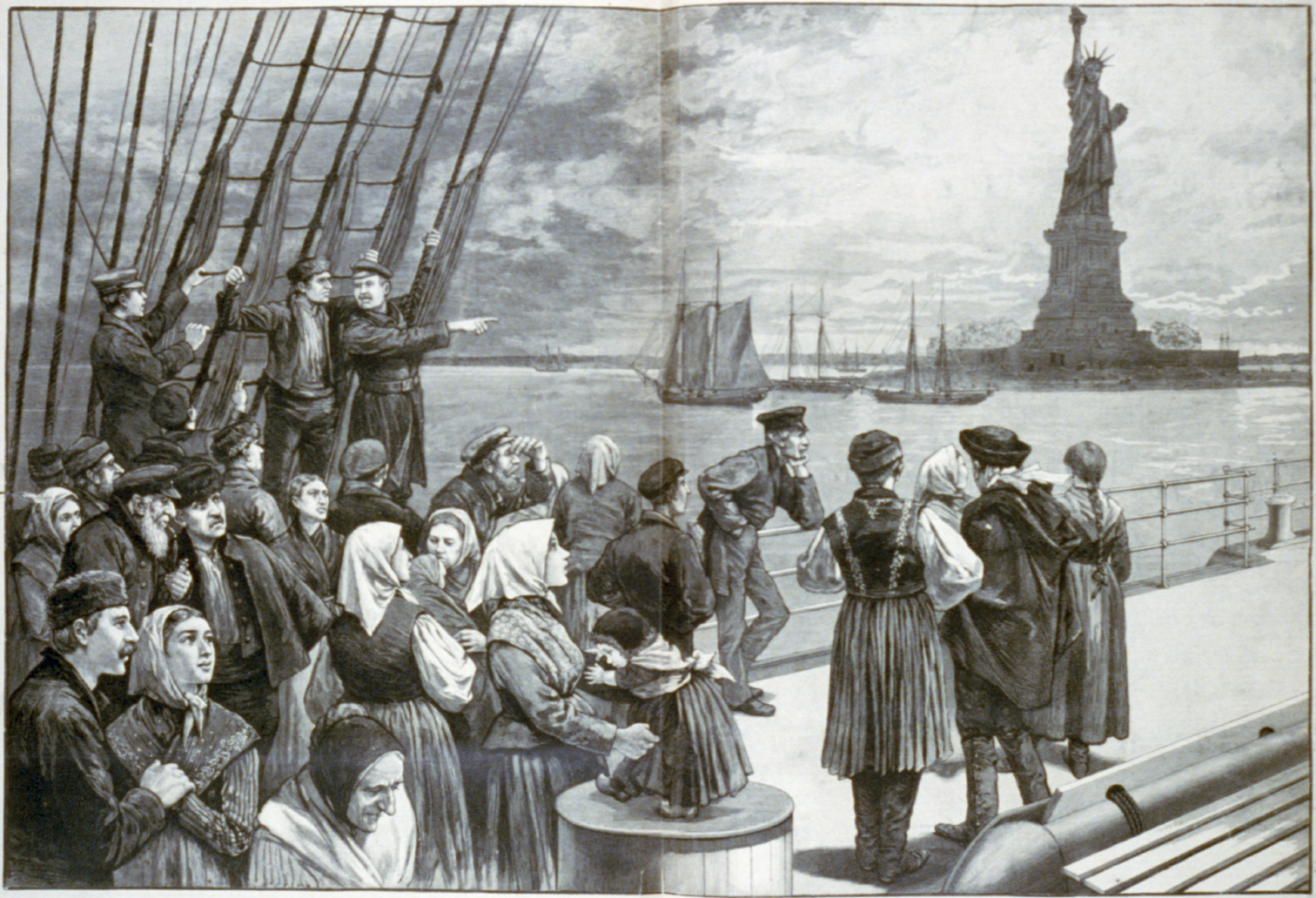
New York - Welcome to the land of freedom; Frank Leslie's illustrated newspaper, pp. 324-325

L'emigrazione (dal latino emigro, "mi trasferisco") è il fenomeno sociale che porta un singolo individuo o un gruppo di persone a spostarsi dal proprio luogo originario verso un altro luogo di destinazione per cause ambientali, religiose, economiche e sociali, spesso tra loro intrecciate. 
Il fenomeno, opposto è l'immigrazione, quando è particolarmente diffuso e riguarda un intero popolo viene spesso detto esodo e diaspora.

## Descrizione

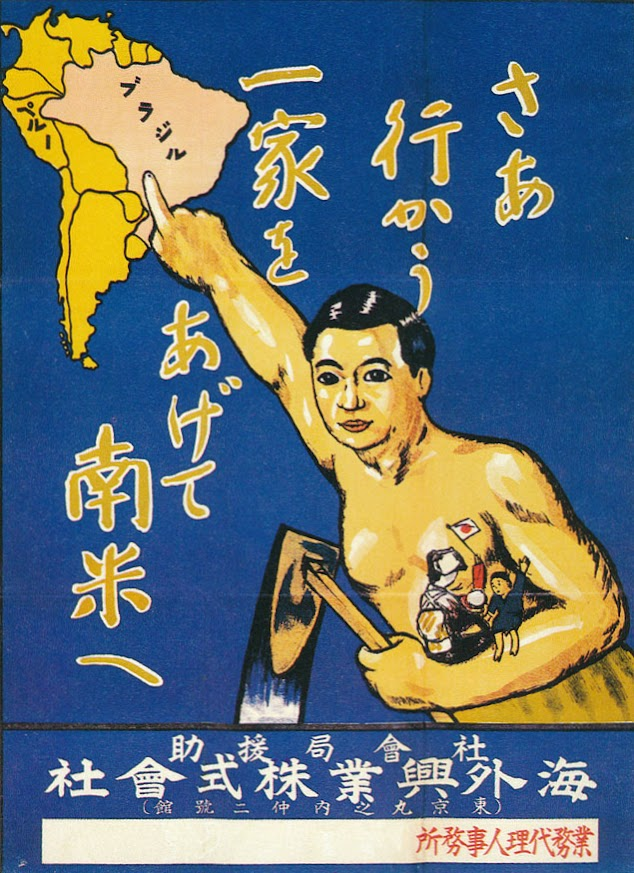
Manifesto del governo giapponese che promuove il Sud America

Quando vengono a mancare le condizioni necessarie al pieno compimento dei desideri dell'uomo, questo è spinto a cercare un luogo diverso da quello di origine "dove aver miglior fortuna". Le motivazioni possono essere diverse: economiche, politiche, ambientali (es. disastri naturali, cambiamenti climatici ecc...), guerre in atto, persecuzione. Sono sempre esistiti due tipi di emigrazione: quella temporanea e quella permanente. La separazione dalla terra d'origine è sempre sentita come una frattura nella vita personale.
L'emigrazione temporanea è quella che caratterizza i fenomeni migratori di manovalanza. Nell'Ottocento molti braccianti agricoli veneti andavano in Argentina nei periodi di pausa nella loro terra. È più difficile descrivere l'emigrazione quando si tratta di una permanenza nello Stato ospitante per vari anni. Queste persone cercano di far fortuna ed accumulare quel capitale necessario per acquistare un terreno o un'attività propria nella terra d'origine.

### Emigrazione in sociologia: "la doppia assenza"
Abdelmalek Sayad, nel suo studio sulla migrazione (1999), la definisce come un “fatto sociale totale”, che interroga insieme le condizioni di partenza, i percorsi di vita dei migranti, le responsabilità e le scelte della società d'arrivo. Solo la valutazione dell'insieme di questi elementi è in grado di restituire un'esperienza migratoria, il cui tratto unificante – nella prospettiva dei protagonisti – è ravvisabile in quella condizione che il sociologo algerino definisce come una doppia assenza: quella dal paese in cui l'emigrato è nato (in cui lascia un posto vuoto, come nella difficile realtà delle famiglie transnazionali) e quella del paese in cui l'immigrato si trova a vivere (spesso, escluso).
Quest'ottica restituisce la realtà del migrare come esperienza di un'esistenza “fuori-luogo”, in cui il soggetto vive una vera e propria “caduta sociale”: è infatti costretto a ricominciare da zero, per conquistare, rinegoziandolo, il suo spazio sociale all'interno della società in arrivo.

## Storia dell'emigrazione mondiale

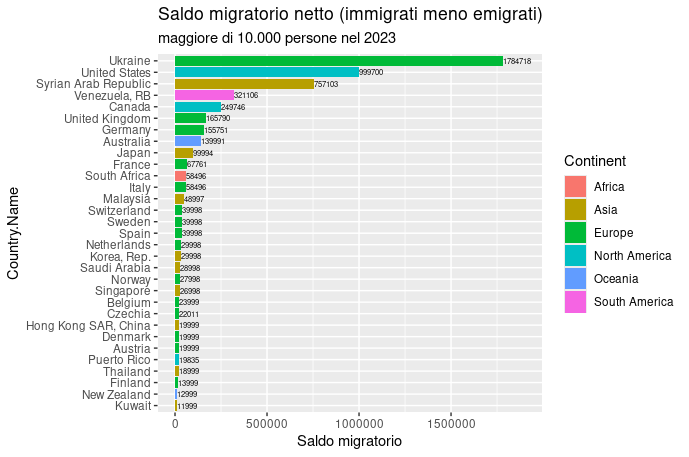
Fonte : [https://data.worldbank.org/indicator/SM.POP.NETM?locations=1W World Bank

L'emigrazione non fu un fenomeno esclusivamente italiano o europeo, ma coinvolse e coinvolge tuttora molte aree in tutto il mondo. Tra gli altri popoli che lasciarono in massa la loro terra vi furono gli irlandesi, i tedeschi e gli ebrei d'Europa.
Il Paese che, in rapporto alla popolazione, ebbe più emigranti in quel periodo fu appunto l'Irlanda, dove la carestia e il malgoverno britannico furono le principali cause d'espatrio.

### In Italia
Nella penisola italiana prima del 1860 il termine è usato per lo più per descrivere l'espatrio di chi fosse politicamente compromesso, prima con il regime Napoleonico, poi con i vari moti rivoluzionari. Questi erano per lo più intellettuali, militari e artigiani. Dopo il 1830 molti di loro affluirono nella Legione straniera che la Francia aveva istituito in Algeria; si calcola che quasi la metà dei legionari proveniva dalla penisola italiana.
Dopo l'Unità d'Italia ed una fase in cui a partire furono gli intellettuali ed industriali favorevoli ai Borbone di Napoli, il termine emigrazione fu legato a quello economico. Il fenomeno ebbe grandissima rilevanza nell'Italia meridionale: infatti marinai napoletani, ad esempio, erano presenti in tutto il Mediterraneo, e spesso li si trovava anche sul Danubio.
Ciò nonostante e benché tutt'oggi si tenda a dimenticarlo, il primo grande flusso emigratorio italiano prese le mosse dalla zona di Comacchio, dall'Abruzzo e un grande ruolo l'ebbe anche l'emigrazione veneta. 
Pescatori di corallo italiani erano inoltre presenti sulle coste algerine, in particolare ad Annaba. Varie comunità storiche italiane erano presenti nel Mediterraneo.
All'inizio del Novecento vi fu una grande ondata di emigrazione dalle regioni meridionali, in particolare la Sicilia, verso gli Stati Uniti e l'Argentina. Collegamenti diretti dai porti di Palermo e di Castellammare del Golfo raggiungevano New York.
Dopo la seconda guerra mondiale l'emigrazione meridionale si spostò verso la Svizzera, il Belgio e la Germania occidentale. Vi fu anche una emigrazione verso le regioni dell'alta Italia, in particolare i siciliani in Piemonte (per lavorare alla Fiat di Torino) e i calabresi in Lombardia.